# Marie van Edinburgh
Marie Alexandra Victoria van Edinburgh (Eastwell Park, (Engeland), 29 oktober 1875 — Sinaia (District Prahova), 18 juli 1938), prinses van Saksen-Coburg en Gotha, was een Engelse prinses en door haar huwelijk koningin van Roemenië.
Zij was de dochter van prins Alfred, hertog van Edinburgh en van Gotha (de tweede zoon van koningin Victoria) en grootvorstin Maria Aleksandrovna (de enige dochter van tsaar Alexander II). Vanwege het werk van haar vader in de marine bracht ze veel tijd van haar jeugd door in het buitenland, met name Malta.
Als jonge prinses werd zij een geschikte huwelijkskandidate gevonden voor de koninklijke huizen van Europa. Zelfs haar neef, de latere Engelse koning George V, vroeg haar ten huwelijk. Haar Russische moeder was echter gekant tegen huwelijk van neef en nicht in de eerste lijn.
In 1893 trouwde zij met de latere Roemeense koning Ferdinand, een telg uit het geslacht Hohenzollern-Sigmaringen. Uit het huwelijk kwamen zes kinderen voort:
| Afbeelding | Naam              | Geboren         | Overleden        | Bijzonderheden                                 |
| ---------- | ----------------- | --------------- | ---------------- | ---------------------------------------------- |
|            | Kroonprins Carol  | 15 oktober 1893 | 4 april 1953     | Huwde in 1921 met Helena van Griekenland       |
|            | Prinses Elisabeth | 12 oktober 1894 | 14 november 1956 | Huwde George II van Griekenland                |
|            | Prinses Marie     | 6 januari 1900  | 22 juni 1961     | Huwde Alexander I van Joegoslavië              |
|            | Prins Nicolaas    | 5 augustus 1903 | 9 juni 1978      | Huwde Ioana Dumitrescu-Doletti                 |
|            | Prinses Ileana    | 5 januari 1909  | 21 januari 1991  | Huwde aartshertog Anton van Oostenrijk-Toscane |
|            | Prins Mircea      | 3 januari 1913  | 2 november 1916  | Overleed aan de gevolgen van tyfus             |

In 1914 overleed Ferdinands oom, koning Carol I. Ferdinand volgde hem op en Marie werd koningin. Tijdens de Eerste Wereldoorlog diende de koningin als verpleegster bij het Rode Kruis. Na de oorlog vertegenwoordigde zij Roemenië bij de vredesonderhandelingen in Versailles. Na het overlijden van haar man in 1927 bleef zij in Roemenië en schreef boeken en memoires.